# Edmund Catherick
Pour les articles homonymes, voir Catherick.
Edmund Catherick (alias John Huddleston), né en 1605 dans le Lancashire et mort le 13 avril 1642 à York en Angleterre, est un prêtre catholique anglais, accusé de trahison et exécuté sous le règne de Charles Ier.

## Biographie
Issu d'une famille originaire de Carlton dans le nord du Yorkshire et restée fidèle à l'Église catholique il part pour le continent au début des années 1630 afin de rejoindre le collège anglais de Douai pour y étudier. Voulant être prêtre il finit par être ordonné dans la même ville en 1635. Volontaire pour les missions anglaises il retourne dans sa région natale et pendant près de 7 ans réussit à assurer son ministère tout en échappant à l'arrestion. Dénoncé, probablement par un de ses oncles, il est arrêté à Watlas dans le North Riding. Il est conduit à York pour y être emprisonné et jugé. Avec lui un autre prêtre John Lockwood est jugé. Ils sont alors condamnés à mort. Le simple fait d'avoir été ordonné prêtre à l'étranger faisait d'eux des traîtres passibles de la peine de mort. La roi Charles Ier assistera personnellement à leur exécution. Ils subissent le supplice réservé aux traîtres à savoir pendaison, éviscération et écartèlement.

## Vénération
Reconnu comme un martyr catholique, Edmund Catherick fut béatifié en 15 décembre 1929 par le pape Pie XI. Vénéré par l'Église catholique il est fêté le 13 avril et est compté dans la liste des martyrs de Douai et des Cent sept martyrs d'Angleterre et du pays de Galles.

## Voir également